# Telefonistkinje

Telefonistkinje (šp. Las Chicas del cable) je španska drama, televizijska serija koja se emitovala od aprila 2017. do jula 2020. godine u izdanju Netfliksa. Radnja je smeštena u kasne 1920-e, dok glavne uloge nose Ana Fernandes, Nadia de Santijago, Blanka Suarez i Magi Ćivantos. Prva sezona, koja se sastoji od osam epizoda, doživela je svoju premijeru na Netfliksu 28. aprila 2017. Prva polovina pete, poslednje sezone, prikazana je 14. februara 2020, dok je druga polovina poslednje sezone emitovana 3. jula 2020. na Netfliksu.

## Radnja
1928. godine, moderna telekomunikacijska kompanija počinje sa radom u Madridu. Serija govori o tome kako se život četiri mlade žene menja otkako su počele da rade u ovoj kompaniji, koja im nudi pristojnu platu i nešto nezavisnosti. Svaka od ovih žena ima različit razlog ulaska u ovu kompaniju. Alba Romero, koja uzima ime Lidija Agilar da bi sakrila svoj identitet, traži posao u ovoj kompaniji da bi ispunila misiju. Anheles Vidal je majka koja radi da bi obezbedila svoju porodicu i ona je najiskusnija u kompaniji. Karlota Seniljosa želi ovaj posao da bi pobegla od svog oca i svog rigidnog života u visokom društvu. Marga Suarez želi da okrene novi list u svom životu. Ove četiri žene postaju bliske prijateljice i , zajedno, usmeravaju svoj lični život i posao. Ova serija otkriva sve poteškoće sa kojima su se suočavale žene 1920ih godina u Španiji, i posebno sva okrutna ograničenja na prava žena u Španiji, u dominantno muškom društvu.

## Produkcija
Kabl devojke je prva originalno španska serija u produkciji Netfliksa, urađena u saradnji sa Bambu Producciones.
Serija je snimana u Madridu, u nekoliko lokacija širom grada, koje su preuređene ne bi li gledaocu dočarale 1920-e. Najčešće lokacije u seriji su La Plaza del Alamiljo, gde žive protagonisti, sa pansionom Dolores u svrsi njihovog doma, i ulica Lope De Vega, kao njihov do posla. Scene u Nacionalnoj telefonskoj kompaniji, gde ove žene rade, snimane su u Telefonskoj fondaciji u ulici Grand Via.

## Vremenski okvir objavljivanja
- Prva sezona: 28. april 2017.
- Druga sezona: 25. decembar 2017.
- Treća sezona: 7. septembar 2018.
- Četvrta sezona: 9. avgust 2019.
- Peta/poslednja sezona: 1. deo — 14. februar 2020; 2. deo 3. jul 2020.

## Refrence
1. ↑  Feminist Media as Alternative Media?, transcript-Verlag, 2012-12-31, str. 55—72, ISBN 978-3-8394-2157-4, Pristupljeno 2020-10-31